# Territori de Baixa Califòrnia
|  | Per a altres significats, vegeu «Baixa Califòrnia (desambiguació)». |

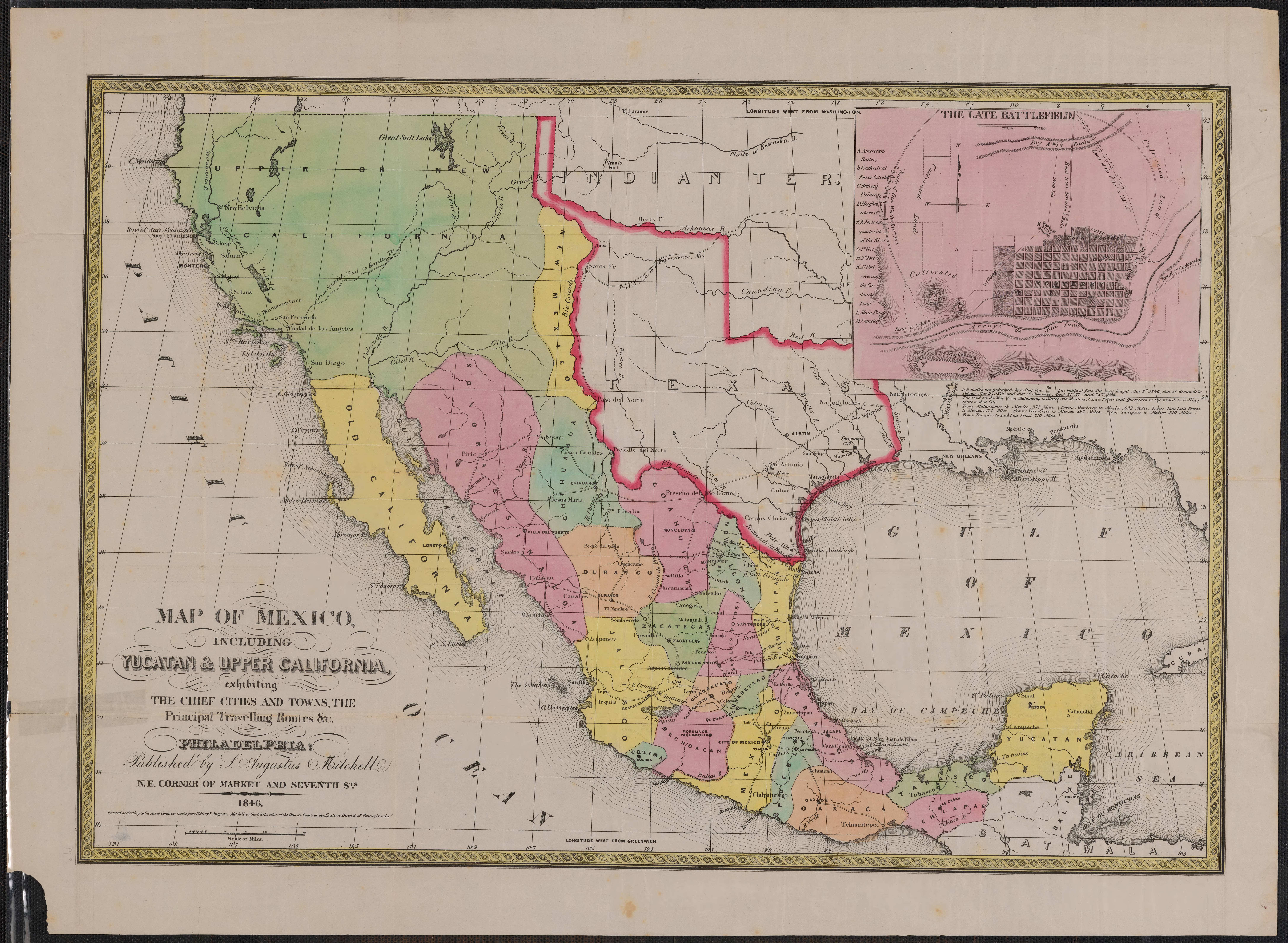
Mapa de la federació mexicana el 1847

La Baixa Califòrnia fou un territori del virregnat de la Nova Espanya creat el 1804, quan la Província de les Califòrnies, sota la Comandància General de les Províncies Internes, es dividí en dos, separant les missions franciscanes del nord de les dominicanes del sud. El territori del sud es convertí en el territori de la Baixa Califòrnia, sovint també conegut com la Vella Califòrnia, mentre que el nord es convertí en el territori de l'Alta Califòrnia, o Nova Califòrnia.
El territori de la Baixa Califòrnia corresponia geogràficament a la península de Baixa Califòrnia, que actualment conforma els estats mexicans de Baixa Califòrnia i Baixa Califòrnia Sud. Amb la independència de Mèxic, el 1821, el territori formà part de l'efímer Primer Imperi Mexicà, i després de la seva caiguda i la instauració del republicanisme federal, la Baixa Califòrnia fou declarada territori federal de Mèxic. No s'hi integrà com a estat, ja que no tenia la població necessària.
Després de la Guerra Estats Units - Mèxic, i la signatura del Tractat de Guadalupe-Hidalgo, els Estats Units s'annexaren l'Alta Califòrnia, però no pas la Baixa Califòrnia. El territori fou dividit en dos el 1930, en el territori Nord de Baixa Califòrnia, i el territori Sud de Baixa Califòrnia; el primer es convertí en estat el 1952 i el segon el 1974.